# Шурубовка
Шурубовка (исторический вариант — Шрубовка) — деревня в Злынковском районе Брянской области, в составе Щербиничского сельского поселения. 
 Расположена в 2 км к юго-востоку от села Малые Щербиничи. Население — 33 человека (2010).

## История
Упоминается с середины XVIII века как хутор в составе Топальской сотни Стародубского полка; с 1782 года в Новоместском, Новозыбковском (с 1809) уезде (с 1861 года — в составе Малощербиничской волости, с 1923 в Злынковской волости).
В 1929—1932 гг. — в Чуровичском районе, в 1932—1939 в Новозыбковском районе, затем в Злынковском, при временном упразднении которого (1959—1988) — вновь в Новозыбковском. С 1930-х гг. до 1989 года состояла в Большещербиничском сельсовете, в 1989—2005 гг. — в Малощербиничском.
| Годы      | 1859 | 1892 | 1897 | 1901 | 1926 | 1979 | 1989 | 2002 | 2010 |
| --------- | ---- | ---- | ---- | ---- | ---- | ---- | ---- | ---- | ---- |
| Население | 156  | 276  | 226  | 171  | 256  | 104  | 70   | 51   | 33   |